# Ta' Qalistadion
Het Ta' Qalistadion, lokaal ook wel aangeduid als National Stadium, is het nationale en grootste stadion van Malta. In het stadion worden de thuiswedstrijden gespeeld van enkele Maltese voetbalclubs, belangrijke nationale wedstrijden en ook het Maltees voetbalelftal speelt haar thuisduels hier. Het stadion, dat zich bevindt nabij het plaatsje Ta' Qali, werd officieel geopend op 14 december 1980.
Het stadion bevat 17.000 zitplaatsen; bij concerten kan het maximaal 35.000 personen herbergen (deels staand op het veld). Hierwel het voor internationale begrippen klein is, is het wel het grootste stadion van Malta. In het Ta' Qalistadion is er naast het voetbalveld ook een atletiekbaan aanwezig. Daarnaast bevinden zich in de bijbehorende gebouwen vele andere sportfaciliteiten, zoals een schietbaan, een zwembad, enkele squashbanen en een fitnesscentrum. Ook is in het stadion een conferentieoord met enkele zalen gevestigd.
Op 16 december 1984 bevond zich een recordaantal bezoekers in het stadion tijdens de voetbalwedstrijd Malta–West-Duitsland (2–3). 35.102 toeschouwers bekeken deze wedstrijd, een groot aantal van hen staand. De drukstbezochte lokale wedstrijd was er een om de Maltese Premier League. Op 2 mei 1998 bezochten 16.514 personen de wedstrijd tussen Birkirkara FC en Valletta FC.
De Maltese voetbalclubs die hun thuiswedstrijden spelen in het Ta' Qalistadion zijn Birkirkara FC, Marsa FC, Marsaxlokk FC, Melita FC, Msida Saint Joseph, Pietà Hotspurs FC, Sliema Wanderers, St. George's FC en Valletta FC.